# Суперкубок Бахрейну з футболу 2024
Суперкубок Бахрейну з футболу 2024  — 13-й розіграш турніру. Матч відбувся 13 вересня 2024 року між чемпіоном Бахрейну клубом Аль-Халдія та володарем кубка Короля Бахрейну клубом Аль-Хала.
| Володар Суперкубка Бахрейну 2024 |
| -------------------------------- |
|                                  |
| Аль-Халдія Другий титул          |

## Матч

### Деталі
| 13 вересня 2024 19:00 (EEST) |

| Аль-Халдія                       | 2:0 | Аль-Хала |
| -------------------------------- | --- | -------- |
| Абдулджаббар 74' Аль-Ях'яї 90+4' |     |          |

| Халіфа Спортс Сіті Стедіум, Мадінат-Іса |